# أوركني وشيتلاند (دائرة انتخابية في المملكة المتحدة)
أوركني وشيتلاند (بالإنجليزية: Orkney and Shetland)‏ هي إحدى الدوائر الانتخابية في المملكة المتحدة الممثلة في مجلس العموم في برلمان المملكة المتحدة.
عضو البرلمان الذي يمثلها حالياً هو :Mr Alistair Carmichael (LD).